# Шуево
Шуево — деревня в Большереченском районе Омской области России. Входит в состав Новологиновского сельского поселения.

## История
Деревня Шуево (Шуева) была основана в 1809 году. В «Списке населенных мест Российской империи» 1871 года Шуева упомянута как казённая деревня Тарского округа Тобольской губернии, при реке Иртыш, расположенная в 48 верстах от окружного центра города Тара. В деревне насчитывалось 98 дворов и проживало 487 человек (239 мужчин и 248 женщин). В 1928 году в деревне функционировала лавка общества потребителей, имелось 143 хозяйства и проживало 626 человек (в основном — русские). В административном отношении деревня являлась центром сельсовета Евгащинского района Тарского округа Сибирского края.

## География
Деревня находится на северо-востоке центральной части Омской области, на левом берегу реки Иртыш, вблизи места впадения в неё реки Нюхаловка, на расстоянии примерно 44 километров (по прямой) к северу от посёлка городского типа Большеречье, административного центра района. Абсолютная высота — 75 метров над уровнем моря.

## Население
| 1926 | 2002 | 2010 | 2021 |
| ---- | ---- | ---- | ---- |
| 626  | ↘242 | ↘157 | ↘85  |

Гендерный состав
По данным Всероссийской переписи населения 2010 года в гендерной структуре населения мужчины составляли 47,1 %, женщины — соответственно 52,9 %.
Национальный состав
Согласно результатам переписи 2002 года, в национальной структуре населения русские составляли 98 %.

## Инфраструктура
В деревне функционирует фельдшерско-акушерский пункт (филиал Большереченской центральной районной больницы).

## Улицы
Уличная сеть деревни состоит из трёх улиц (ул. Береговая, ул. Дорожная и ул. Школьная).